# Thylactus pulawskii
Thylactus pulawskii là một loài bọ cánh cứng trong họ Cerambycidae.